# Copa de la CEI 2016
La Copa de la CEI 2016 es la 24ª y última edición de este torneo de fútbol a nivel de selecciones menores organizado por la Unión de Fútbol de Rusia y que contó con la participación de 8 equipos, 4 menos que en la edición anterior.
Rusia venció a Moldavia en la final jugada en San Petersburgo para ser campeón del torneo por tercera y última vez.

## Participantes
| Equipo          | Entrenador        | Apariciones |
| --------------- | ----------------- | ----------- |
| Rusia U21       | Nikolai Pisarev   | 14          |
| Bielorrusia U21 | Igor Kovalevich   | 5           |
| Letonia U21     | Dainis Kazakevičs | 5           |
| Estonia U21     | Martin Reim       | 5           |
| Moldova U21     | Dănuț Oprea       | 5           |
| Kazajistán U21  | Serik Abdualiyev  | 5           |
| Tayikistán U20  | Roman Pylypchuk   | 5           |
| Kirguistán U20  | Mirlan Eshenov    | 5           |

## Fase de grupos

### Grupo A
| País        | J | G | E | P | GF | GC | GD | Pts |
| ----------- | - | - | - | - | -- | -- | -- | --- |
| Moldavia    | 3 | 2 | 0 | 1 | 4  | 2  | +2 | 6   |
| Kirguistán  | 3 | 1 | 1 | 1 | 3  | 4  | −1 | 4   |
| Bielorrusia | 3 | 1 | 1 | 1 | 2  | 2  | 0  | 4   |
| Kazajistán  | 3 | 0 | 2 | 1 | 2  | 3  | −1 | 2   |

| 17 de enero de 2016 | Bielorrusia | 0–1 | Kirguistán          | Petersburg SCC, Saint Petersburg                          |                                                           |
|                     |             |     | Israilov 39' (pen.) | Asistencia: 300 espectadores Árbitro(s): Yevgeni Kukulyak | Asistencia: 300 espectadores Árbitro(s): Yevgeni Kukulyak |

| 17 de enero de 2016 | Kazajistán | 0–1 | Moldavia    | Petersburg SCC, Saint Petersburg                             |                                                              |
|                     |            |     | Spătaru 68' | Asistencia: 150 espectadores Árbitro(s): Aleksey Avtukhovich | Asistencia: 150 espectadores Árbitro(s): Aleksey Avtukhovich |

| 19 de enero de 2016 | Moldavia                  | 2–0 | Kirguistán | Petersburg SCC, Saint Petersburg                    |                                                     |
|                     | Rebenja 55' · Paireli 85' |     |            | Asistencia: 300 espectadores Árbitro(s): Igor Panin | Asistencia: 300 espectadores Árbitro(s): Igor Panin |

| 19 de enero de 2016 | Kazajistán | 0–0 | Bielorrusia | Petersburg SCC, Saint Petersburg                           |  |
|                     |            |     |             | Asistencia: 150 espectadores Árbitro(s): Aleksandr Borisov |  |

| 21 de enero de 2016 | Bielorrusia                       | 2–1 | Moldavia    | Petersburg SCC, Saint Petersburg                           |                                                            |
|                     | Zaleski 45+2' (pen.) · Korzun 59' |     | Cărăruș 55' | Asistencia: 300 espectadores Árbitro(s): Pavel Shadykhanov | Asistencia: 300 espectadores Árbitro(s): Pavel Shadykhanov |

| 21 de enero de 2016 | Kirguistán                       | 2–2 | Kazajistán                   | Petersburg SCC, Saint Petersburg                        |                                                         |
|                     | Umarov 52' (pen.) · Bokoleev 90' |     | Kuksin 32' · Tungyshbaev 74' | Asistencia: 200 espectadores Árbitro(s): Artem Lyubimov | Asistencia: 200 espectadores Árbitro(s): Artem Lyubimov |

### Grupo B
| País       | J | G | E | P | GF | GC | GD | Pts |
| ---------- | - | - | - | - | -- | -- | -- | --- |
| Rusia      | 3 | 3 | 0 | 0 | 6  | 3  | +3 | 9   |
| Estonia    | 3 | 2 | 0 | 1 | 7  | 4  | +3 | 6   |
| Letonia    | 3 | 1 | 0 | 2 | 5  | 6  | −1 | 3   |
| Tayikistán | 3 | 0 | 0 | 3 | 4  | 9  | −5 | 0   |

| 17 de enero de 2016 | Letonia       | 1–2 | Estonia               | Petersburg SCC, Saint Petersburg                        |                                                         |
|                     | Ikaunieks 17' |     | Kauber 9' · Kokla 89' | Asistencia: 500 espectadores Árbitro(s): Artem Lyubimov | Asistencia: 500 espectadores Árbitro(s): Artem Lyubimov |

| 17 de enero de 2016 | Rusia           | 2–1 | Tayikistán   | Petersburg SCC, Saint Petersburg                             |                                                              |
|                     | Zhabkin 30' 78' |     | Ergashev 10' | Asistencia: 2,000 espectadores Árbitro(s): Pavel Shadykhanov | Asistencia: 2,000 espectadores Árbitro(s): Pavel Shadykhanov |

| 19 de enero de 2016 | Tayikistán           | 1–4 | Estonia                                             | Petersburg SCC, Saint Petersburg                       |                                                        |
|                     | Umarbayev 60' (pen.) |     | Saliste 23' · Järva 27' · Miller 62' · Kauber 90+1' | Asistencia: 500 espectadores Árbitro(s): Pavel Kukuyan | Asistencia: 500 espectadores Árbitro(s): Pavel Kukuyan |

| 19 de enero de 2016 | Rusia                      | 2–1 | Letonia         | Petersburg SCC, Saint Petersburg                       |                                                        |
|                     | Koryan 30' · Salamatov 82' |     | Klimaševičs 39' | Asistencia: 1,500 espectadores Árbitro(s): Ivan Saraev | Asistencia: 1,500 espectadores Árbitro(s): Ivan Saraev |

| 21 de enero de 2016 | Letonia                                           | 3–2 | Tayikistán                     | Petersburg SCC, Saint Petersburg                          |                                                           |
|                     | Kazačoks 23' (pen.) · Vorobjovs 50' · Šadčins 87' |     | Umarbayev 64' · Babadjanov 81' | Asistencia: 500 espectadores Árbitro(s): Yevgeni Kukulyak | Asistencia: 500 espectadores Árbitro(s): Yevgeni Kukulyak |

| 21 de enero de 2016 | Estonia   | 1–2 | Rusia                      | Petersburg SCC, Saint Petersburg                               |                                                                |
|                     | Järva 82' |     | Zhabkin 3' · Sheydayev 37' | Asistencia: 1,500 espectadores Árbitro(s): Aleksey Avtukhovich | Asistencia: 1,500 espectadores Árbitro(s): Aleksey Avtukhovich |

## Fase Final

### 7º Lugar
| 23 de enero de 2016 | Kazajistán                    | 3–2 | Tayikistán                    | Petersburg SCC, Saint Petersburg                    |                                                     |
|                     | Agaysin 2' · Aimbetov 13' 83' |     | Babadjanov 17' · Ergashev 84' | Asistencia: 300 espectadores Árbitro(s): Igor Panin | Asistencia: 300 espectadores Árbitro(s): Igor Panin |

### 5º Lugar
| 23 de enero de 2016 | Bielorrusia                                                      | 0–0 (5–4 p.)               | Letonia                                                       | Petersburg SCC, Saint Petersburg                       |  |
|                     |                                                                  |                            |                                                               | Asistencia: 300 espectadores Árbitro(s): Pavel Kukuyan |  |
|                     |                                                                  | Tiros desde el punto penal |                                                               |                                                        |  |
|                     | Pavlovets · Zinovich · Zaleski · Gromyko · Poznyak · Yasyukevich |                            | Šadčins · Kiriļins · Flaksis · Ikaunieks · Ivanovs · Koļesovs |                                                        |  |

### 3º Lugar
| 23 de enero de 2016 | Kirguistán                     | 0–0 (1–4 p.)               | Estonia                         | Petersburg SCC, Saint Petersburg                             |  |
|                     |                                |                            |                                 | Asistencia: 1,500 espectadores Árbitro(s): Aleksandr Borisov |  |
|                     |                                | Tiros desde el punto penal |                                 |                                                              |  |
|                     | Umarov · Duyshobekov · Karipov |                            | Juhkam · Aloe · Ojamaa · Kauber |                                                              |  |

### Final
| 23 de enero de 2016 | Moldavia                 | 2–4 | Rusia                                      | Petersburg SCC, Saint Petersburg                            |                                                             |
|                     | Spătaru 9' · Boiciuc 82' |     | Sutormin 11' · Mullin 67' 80' · Karpov 73' | Asistencia: 3,000 espectadores Árbitro(s): Vasili Kazartsev | Asistencia: 3,000 espectadores Árbitro(s): Vasili Kazartsev |

## Campeón
| Copa de la CEI 2016 |
| ------------------- |
| Bandera de Rusia    |
| Rusia 3º Título     |

## Máximos goleadores
| # | Futbolista            | Equipo     | Goles |
| - | --------------------- | ---------- | ----- |
| 1 | Mikhail Zhabkin       | Rusia      | 3     |
| 2 | Kamil Mullin          | Rusia      | 2     |
| 2 | Dan Spătaru           | Moldavia   | 2     |
| 2 | Kevin Kauber          | Estonia    | 2     |
| 2 | Andre Järva           | Estonia    | 2     |
| 2 | Abat Aimbetov         | Kazajistán | 2     |
| 2 | Nozim Babadjanov      | Tayikistán | 2     |
| 2 | Jahongir Ergashev     | Tayikistán | 2     |
| 2 | Parvizdzhon Umarbayev | Tayikistán | 2     |

## Posiciones Finales
| #                 | Equipo      |
| ----------------- | ----------- |
| Medalla de oro    | Rusia       |
| Medalla de plata  | Moldavia    |
| Medalla de bronce | Estonia     |
| 4                 | Kirguistán  |
| 5                 | Bielorrusia |
| 6                 | Letonia     |
| 7                 | Kazajistán  |
| 8                 | Tayikistán  |